# Massimo Franciosa
Massimo Franciosa (Roma, 23 luglio 1924 – Roma, 30 marzo 1998) è stato uno sceneggiatore, regista e scrittore italiano.

## Biografia
Personaggio tra i più noti nell'ambiente cinematografico romano, per oltre 50 anni ha operato anche come soggettista, sceneggiatore, regista e produttore firmando opere come Il Gattopardo, La viaccia, Le quattro giornate di Napoli e La venexiana (1986).
Scrittore intelligente e raffinato (è stato tra i primi a realizzare racconti in pochissime battute) ha scritto piece teatrali, portando al successo la commedia musicale Rugantino realizzata con Garinei e Giovannini, 1962.
Di elevata qualità anche la sua attività poetica sintetizzata dalle raccolte Storia di certezze e Il mio vivere.
Nel 1954 sposò la pittrice e scrittrice Simonetta Bardi con la quale sviluppò un importante sodalizio artistico.

## Filmografia

### Cinema

#### Sceneggiatore e soggettista
- Gli innamorati, regia di Mauro Bolognini (1955)
- Belle ma povere, regia di Dino Risi (1957)
- Totò e Marcellino, regia di Antonio Musu (1958)
- La cento chilometri, regia di Giulio Petroni (1959)
- Il magistrato, regia di Luigi Zampa (1959)
- Poveri milionari, regia di Dino Risi (1959)
- Los castigadores, regia di Alfonso Balcázar (1962)
- La doccia, episodio di Extraconiugale, regia di Massimo Franciosa (1964)
- La moglie bambina, episodio di 3 notti d'amore, regia di Franco Rossi (1964)
- Pronto... c'è una certa Giuliana per te, regia di Massimo Franciosa (1967)
- Il debito coniugale, regia di Francesco Prosperi (1970)
- Rugantino, regia di Pasquale Festa Campanile (1973)
- Vieni, vieni amore mio, regia di Vittorio Caprioli (1975)
- Acapulco, prima spiaggia... a sinistra, regia di Sergio Martino (1983)

#### Sceneggiatore
- Faddija - La legge della vendetta, regia di Roberto Bianchi Montero (1949)
- Vacanze a Ischia, regia di Mario Camerini (1957)
- La donna che venne dal mare, regia di Francesco De Robertis (1957)
- Il cocco di mamma, regia di Mauro Morassi (1957)
- La nonna Sabella, regia di Dino Risi (1957)
- Poveri ma belli, regia di Dino Risi (1957)
- Ladro lui, ladra lei, regia di Luigi Zampa (1958)
- Ferdinando Iº re di Napoli, regia di Gianni Franciolini (1959)
- Tutti innamorati, regia di Giuseppe Orlandini (1959)
- Venezia, la luna e tu, regia di Dino Risi (1959)
- Le tre "eccetera" del colonnello, regia di Claude Boissol (1960)
- La viaccia, regia di Mauro Bolognini (1961)
- Le quattro giornate di Napoli, regia di Nanni Loy (1962)
- La bellezza di Ippolita, regia di Giancarlo Zagni (1962)
- Smog, regia di Franco Rossi (1962)
- Un tentativo sentimentale, regia di Massimo Franciosa e Pasquale Festa Campanile (1963)
- In Italia si chiama amore, regia di Virgilio Sabel (1963)
- Il Gattopardo, regia di Luchino Visconti (1963)
- Le voci bianche, regia di Pasquale Festa Campanile e Massimo Franciosa (1964)
- Senza sole né luna, regia di Luciano Ricci (1964)
- La Celestina P... R..., regia di Carlo Lizzani (1965)
- Togli le gambe dal parabrezza, regia di Massimo Franciosa (1969)
- Cerca di capirmi, regia di Mariano Laurenti (1970)
- Quella chiara notte d'ottobre, regia di Massimo Franciosa (1970)
- Per amore o per forza, regia di Massimo Franciosa (1971)
- Che c'entriamo noi con la rivoluzione?, regia di Sergio Corbucci (1972)
- Padella calibro 38, regia di Antonio Secchi (1972)
- Alla mia cara mamma nel giorno del suo compleanno, regia di Luciano Salce (1974)
- Il viaggio, regia di Vittorio De Sica (1974)
- Spasmo, regia di Umberto Lenzi (1974)
- Il venditore di palloncini, regia di Mario Gariazzo (1974)
- Frankenstein all'italiana, regia di Armando Crispino (1975)
- Di che segno sei?, regia di Sergio Corbucci (1975)
- Lezioni di violoncello con toccata e fuga, regia di Davide Montemurri (1976)
- Passi furtivi in una notte boia, regia di Vincenzo Rigo (1976)
- L'importante è non farsi notare, regia di Romolo Guerrieri (1979)
- John Travolto... da un insolito destino, regia di Neri Parenti (1979)
- Barbara, regia di Gino Landi (1980)
- Sono fotogenico, regia di Dino Risi (1980)
- Piedone d'Egitto, regia di Steno (1980)
- Lacrime napulitane, regia di Ciro Ippolito (1981)
- Il conte Tacchia, regia di Sergio Corbucci (1982)
- Vigili e vigilesse, regia di Francesco Prosperi (1982)
- Favoriti e vincenti, regia di Salvatore Maira (1983)
- Se tutto va bene siamo rovinati, regia di Sergio Martino (1983)
- Colpo di fulmine, regia di Marco Risi (1985)
- La venexiana, regia di Mauro Bolognini (1986)
- Roba da ricchi, regia di Sergio Corbucci (1987)
- Rimini Rimini, regia di Sergio Corbucci (1987)
- Il lupo di mare, regia di Maurizio Lucidi (1987)
- Night Club, regia di Sergio Corbucci (1989)
- Riflessi in un cielo scuro, regia di Salvatore Maira (1995)

#### Soggettista
- Terrore sulla città, regia di Anton Giulio Majano (1957)
- L'incanto della foresta, regia di Alberto Ancilotto (1957)
- La ragazza e il generale, regia di Pasquale Festa Campanile (1967)

#### Regista
- Un tentativo sentimentale, co-regia di Pasquale Festa Campanile (1963)
- Le voci bianche, co-regia di Pasquale Festa Campanile (1964)
- Extraconiugale, co-regia di Mino Guerrini e Giuliano Montaldo (1964) (episodio "La doccia")
- Il morbidone (1965)
- Pronto... c'è una certa Giuliana per te (1967)
- La stagione dei sensi (1969)
- Togli le gambe dal parabrezza (1969)
- Quella chiara notte d'ottobre (1970)
- Per amore o per forza (1971)

### Televisione

#### Regista
- La giacca stregata di Dino Buzzati, 26 settembre 1969.
- Un caso clinico di Dino Buzzati, 4 febbraio 1972.

## Opere teatrali
- Salmo scenico (No no al confine) (1953)
- Rugantino (1962)
- Metastasio, il vero o pressunto (1981)
- Cola il Massimo (1988)

## Premi e riconoscimenti
- 1964 - Premio Oscar
  - Candidatura migliore sceneggiatura originale - Le quattro giornate di Napoli

- Nastro d'argento
  - 1956 - Migliore sceneggiatura - Gli innamorati
  - 1963 - Migliore sceneggiatura - Le quattro giornate di Napoli
  - 1964 - Candidatura migliore sceneggiatura - Il Gattopardo